# Swiss Family Robinson (telessérie)
Swiss Family Robinson (br.: A família Robinson) de Irwin Allen, foi uma série de televisão estadunidense, que foi exibida originariamente entre os anos de 1975-1976. Baseada na história The Swiss Family Robinson, primeiramente publicada em 1812 e que narrava as aventuras de uma família suiça de náufragos perdida numa ilha deserta. O nome Robinson não é de origem suíça, mas remete à aventura de Robinson Crusoe, o mais famoso náufrago da literatura universal.
Os episódios da série foram dirigidos por Leslie H. Martinson e Stan Jolley. Outras informações técnicas: Edição: William Welch; cinematografia: Fred Jackman Jr., canção original: Richard LaSalle. 

## Elenco Principal
- Martin Milner...Carl Robinson
- Pat Delaney ... Lottie Robinson
- Willie Aames...Fred Robinson
- Helen Hunt...Helga Robinson
- Eric Olson...Ernie Robinson
- Cameron Mitchell...Jeremiah Worth

## Tramas
As aventuras contam como náufragos descobrem e desenvolvem todas as necessidades para uma vida confortável, adaptando todos os recursos que a natureza da ilha dispõe. A família constrói uma casa na árvore, a fim de se proteger dos animais silvestres. Desenvolvem até um elevador para subir para a casa.
Os episódios contam as dificuldades que a família enfrenta, ensinando lições sobre a vida, a adolescência (há uma filha adolescente), entre outras.

## Filmes
- Swiss Family Robinson (1940)
- Swiss Cheese Family Robinson (1947)
- Swiss Family Robinson (1960)
- The Swiss Family Robinson (1976)
- Mountain Family Robinson (1980)
- The New Swiss Family Robinson (1998)
- The Adventures of Swiss Family Robinson (1998)